# Neil Kinnock
Neil Gordon Kinnock (Tredegar, Gal·les 1942) és un polític britànic que fou Vicepresident de la Comissió Europea entre els anys 1999 i 2004 en la Comissió Prodi.

## Biografia
Va néixer el 28 de març de 1942 a la població de Tredegar, situada al comtat de Blaenau Gwent, fill d'un miner i d'una infermera. Va estudiar història a la Universitat de Cardiff, aconseguint graduar-se l'any 1965.
Actualment és president de la Universitat de Cardiff i del British Council. A pesar de les seves severes crítiques a la Cambra dels Lords acceptà l'any 2005 el títol honorífic de "baró de Kinnock".

## Activitat política

### Política nacional
Membre del Partit Laborista, l'any 1969 aconseguir ser membre de l'Executiva Nacional d'aquest partit i l'any 1970 fou escollit membre de la Cambra dels Comuns, càrrec que va mantenir fins al 1995. En la seva estada en aquesta cambra fou un dels principals opositors a Margaret Thatcher durant la Guerra de les Malvines (abril-juny de 1982).
Líder de l'oposició parlamentària entre 1983 i 1992, i vicepresident de la Internacional Socialista entre les mateixes dates, després de perdre tres eleccions consecutives contra Margaret Thatcher, el partit de Kinnock va respondre en 1988 amb una revisió integral de les polítiques i traslladar el partit al centre polític, començant per la campanya "Labour Listens" per recollir les opinions de la gent normal. L'ala esquerrana del partit va respondre amb Tony Benn desafiant Kinnock pel lideratge del partit, i en perdre, els partidaris de la revisió van avançar ràpidament. A les eleccions al Parlament del Regne Unit de 1992, el partit havia transformat la seva organització interna, i el seu programa electoral, Time to Get Britain Working Again, va expressar moltes de les conclusions de la revisió de polítiques. Malgrat la impopularitat del govern i la pèrdua de vots dels conservadors de John Major, el Partit Laborista no va poder imposar-se a les eleccions, en contra del que pronosticaven les enquestes. Després de perdre aquestes últimes eleccions abandonà la política activa al seu país.

### Política europea
El gener de 1995 fou nomenat Comissari Europeu del Transport en la Comissió Santer, càrrec que va mantenir fins al setembre de 1999 també sota la Comissió Marín. En la formació de la Comissió Prodi el setembre del 1999 fou nomenat Vicepresident de la Comissió, compaginant aquesta tasca amb la de Comissari Europeu d'Assumptes Administratius.